# Iglesia de San Vito (Turín)
La iglesia de San Vito, Modesto y Crescenza  (más conocida como iglesia de San Vito ) es un edificio religioso del Piamonte situado en el municipio de Turín. 

## Historia

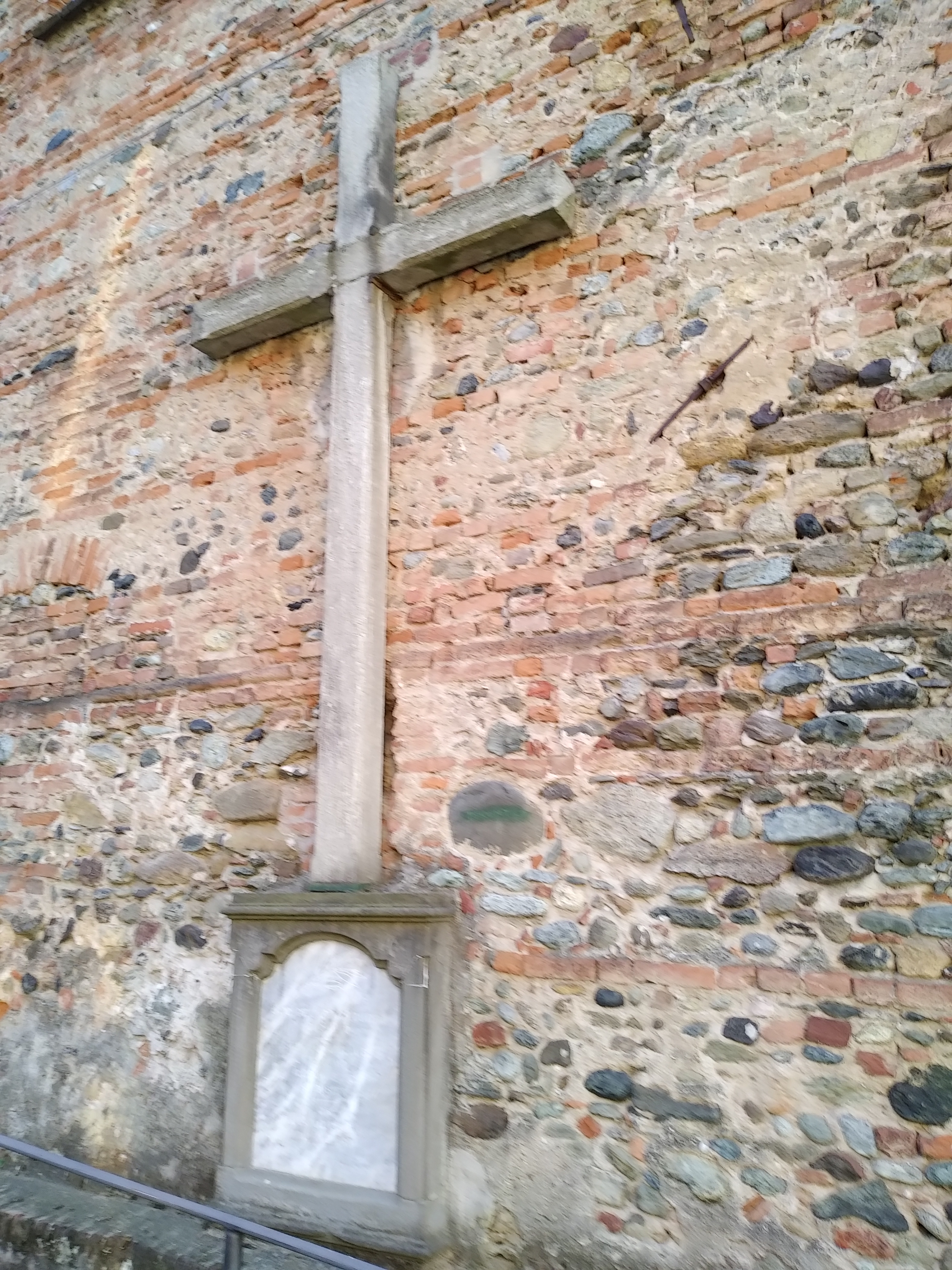
Cruz e inscripción en el lado norte

La iglesia es mencionada en el año 860 en la lista de bienes que el obispo Remigio donó a los canónigos de San Salvatore.  De la construcción medieval, presumiblemente de estilo románico, prácticamente sólo queda el campanario, pues la iglesia fue reconstruida en estilo barroco en 1694. Se trata de una iglesia parroquial a la que pertenecen algunas iglesias no parroquiales situadas en la zona montañosa circundante.En 1769, algunas reliquias atribuidas a San Valentín, anteriormente conservadas en una capilla cercana al Po, fueron trasladadas allí con una solemne procesión y la autorización del arzobispo Francesco Luserna Rorengo. En 1951 se exhumaron los cuerpos aún presentes en el adyacente "Cementerio de San Vito", activo durante siglos y luego desmantelado después de la Segunda Guerra Mundial.

## Descripción
El edificio está situado en la colina de Turín a 413 metros sobre el nivel del mar en la carretera que sube al Colle della Maddalena en una colina panorámica a la derecha del Po. La iglesia tiene una sola nave y está orientada este/oeste. Los lados sur y este limitan con la casa parroquial, mientras que el oeste da a una terraza que sirve de cementerio. En el lado norte, flanqueado por una carretera y con vistas a un edificio que sirvió durante mucho tiempo como escuela primaria, hay una gran cruz que perteneció al adyacente "cementerio de San Vito", hoy desaparecido. El exterior de la iglesia es de ladrillo visto, típico de muchos edificios de Turín.
La fachada fue construida en el siglo XVIII y se caracteriza por dos órdenes superpuestos y un portal de entrada enlucido y decorado. El interior también está enlucido y pintado y bajo el altar mayor se dice que se conservan algunas reliquias de San Valentín.